# Arno Jahr
Arno Jahr (* 3. Dezember 1890 in Prittitz; † 21. Januar 1943 bei Podgornoje bei Orjol, Sowjetunion) war ein deutscher Generalleutnant im Zweiten Weltkrieg.

## Leben
Jahr war der Sohn eines Gutsbesitzers. Er besuchte die Oberrealschule in Weißenfels an der Saale und studierte an der TU Berlin. Jahr trat am 4. Juli 1909 aus dem Kadettenkorps kommend als Fahnenjunker in das 2. Elsässische Pionier-Bataillon Nr. 19 der Preußischen Armee in Straßburg ein. Dort wurde er am 16. November 1910 mit Patent vom 20. November 1908 zum Leutnant befördert und ab Oktober 1913 zur weiteren Ausbildung an die Militärtechnische Akademie kommandiert. Mit Ausbruch des Ersten Weltkriegs musste Jahr die Akademie vorzeitig verlassen und kehrte zu seinem Bataillon zurück.
Nach Ende des Krieges war Jahr ab Mai 1919 beim Grenzschutz Nordost in Kurland und wurde zum 17. August 1919 mit der Versetzung in das Reichswehr-Artillerie-Regiment 17 in die Vorläufige Reichswehr übernommen. Bereits am 31. Januar 1920 wurde er aus dem Militärdienst verabschiedet und trat als Polizeihauptmann in die Sicherheitswehr Danzig ein. zum 1. Juli 1921 folgte seine Übernahme in die Sicherheitspolizei Danzig, bei der er bis 19. August 1931 zum Leiter der dortigen Polizeischule aufstieg.
Am 21. November 1935 wurde Jahr in das Heer der Wehrmacht übernommen. Während des Zweiten Weltkriegs war er von Januar 1941 bis 31. Januar 1942 Armee-Pionierführer 17 und anschließend Kommandeur die 387. Infanterie-Division. Am 20. Januar 1943 beauftragte man ihn mit der Führung des XXIV. Panzerkorps, auch Divisionsgruppe Jahr genannt. Bereits einen Tag später beging er mit einer Pistole Suizid.

## Auszeichnungen
- Eisernes Kreuz (1914) II. und I. Klasse
- Spange zum Eisernen Kreuz II. und I. Klasse
- Deutsches Kreuz in Gold am 22. Dezember 1942[1]
- Ritterkreuz des Eisernen Kreuzes am 22. Dezember 1942[1]